# Jules Anthone
Jules Anthone (Brugge, 21 januari 1858 – Antwerpen, 11 juni 1923) was een Belgisch beeldhouwer.

## Leven
Julien Alphonse (Jules) Anthone werd te Brugge geboren als zoon van Albert Anthone en Pauline De Bleecker. Van 1874 tot 1882 kreeg hij een opleiding bij de Brugse beeldhouwer Hendrik Pickery. De jaren daarna volgde hij lessen aan de Koninklijke Academie voor Schone Kunsten in Antwerpen.
In 1885 won hij de Prijs van Rome voor beeldhouwkunst met een bas-reliëf over het thema “De dood van Caesar”. Hij vertrok daarop, na een verblijf in Londen, naar Italië en verbleef een jaar in Florence en anderhalf jaar in Rome.
Na zijn terugkeer nam hij regelmatig deel aan de driejaarlijkse Salons te Brussel, Gent en Antwerpen. Hij werkte ook mee aan de geveldecoratie van het Museum voor Schone Kunsten te Antwerpen, waarvoor hij “De Romeinse Kunst” leverde. Hij maakte tevens portretbustes, onder meer van kunstkenner Henri Hymans en de actrice Catherine Beersmans.
In 1888 toonde hij op het Salon des Beaux-Arts in Parijs een gipsen slangenbezweerder. Tien jaar later, in 1898 nam hij met hetzelfde beeld deel aan de IVe 'Exposicion de Bellas Artes e Industrias Artisticas' te Barcelona. Thans staat een bronzen versie van deze slangenbezweerder in de tuin van de Villa Amelia in Barcelona.
Op de Wereldtentoonstelling van 1913 in Gent toonde hij twee beelden (Aurore en Lente).
Hij woonde het grootste deel van zijn leven in Antwerpen, het laatst in de Carnotstraat 104.

## Werken (selectie)

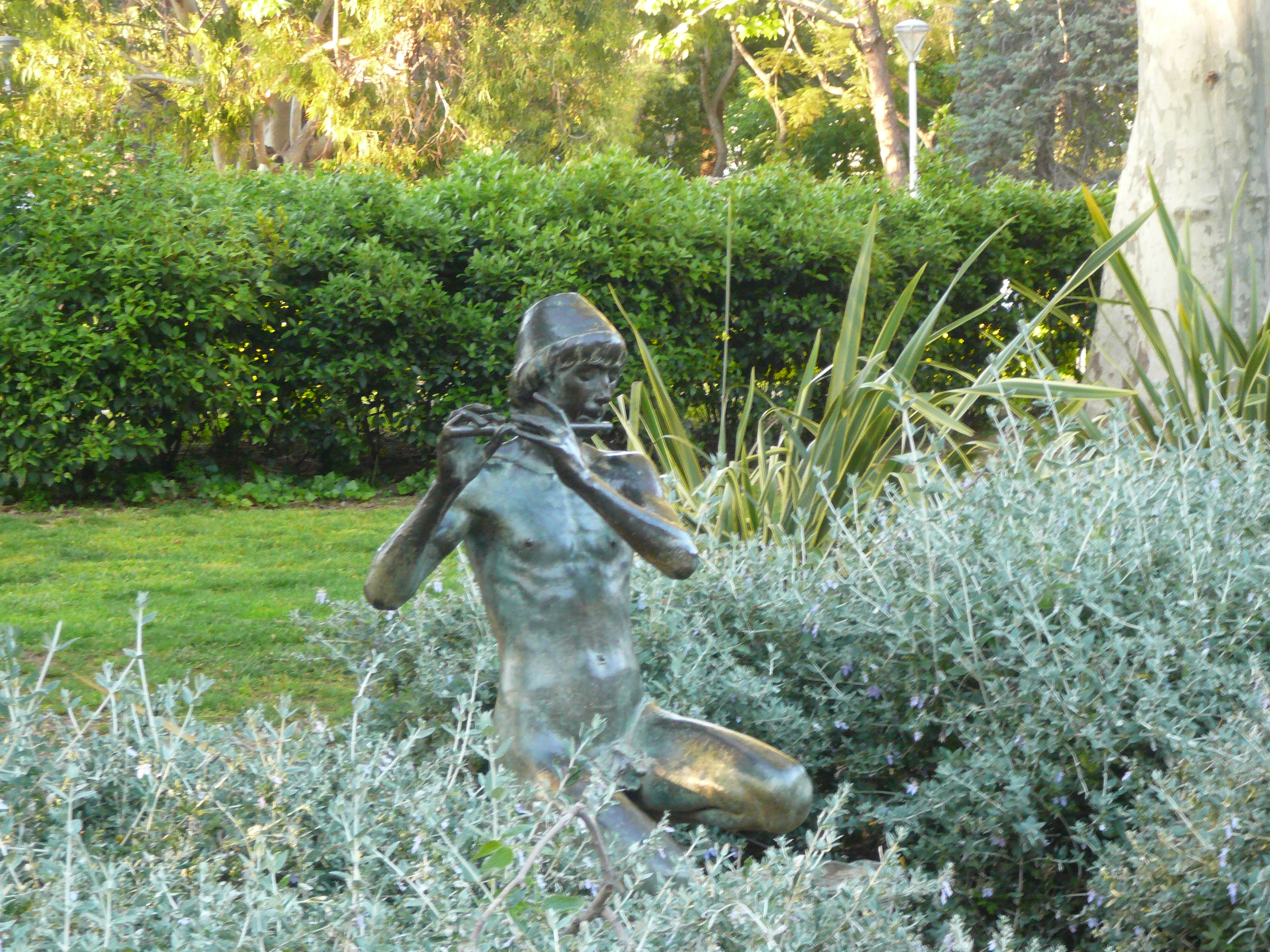
"Slangenbezweerder"
(Villa Amèlia, Barcelona)

- De lelie, 1904, marmer KMSK Antwerpen
- Buste Henri Hymans, marmer, KMSK Antwerpen
- De Romeinse kunst, gips, KMSK Antwerpen
- Buste Victor Desguin, marmer, stadhuis Antwerpen
- Slangenbezweerder, brons, Villa Amèlia, Barcelona